# Бойцун Олена Ігорівна
Бойцун Олена Ігорівна (нар. 22 березня 1983, Дніпропетровськ, УРСР) — українська шахістка, жіночий міжнародний майстер. По закінченні спортивної кар'єри — засновниця та голова правління Всеукраїнського благодійного фонду «Дитячі шахи» та представник комітету з освіти Оксфордського університету в Україні.
Народилася 22 березня 1983 року в Дніпропетровську.
Вихованка гросмейстера Олександра Мороза.
У 2002 році отримала звання жіночий міжнародний майстер.